# 斯莫爾卡
50°24′30″N 27°38′59″E / 50.40833°N 27.64972°E
斯莫爾卡（烏克蘭語：Смолка），至2016年舊名切爾沃諾普拉波爾內（烏克蘭語：Червонопрапорне，直譯紅旗村），是烏克蘭北部日托米爾州兹维亚赫尔区的村落，隸屬巴拉尼夫卡市鎮，距離兹维亚赫尔約28公里，距離杜布里夫卡約28公里，距離日托米爾約99公里，始建於1932年，面積1.47平方公里，海拔高度227米，2001年人口201，人口密度每平方公里136.73人。